# 小行星6755
小行星6755（英語：6755 Solovʹyanenko）是一颗围绕太阳公转的小行星。1976年12月16日，柳德米拉·切爾尼赫在克里米亚发现了此天体。
这颗小行星的绝对星等为144.24960等。